# Postepay
Postepay S.p.A. è un’azienda italiana del gruppo Poste Italiane S.p.A. che commercializza l'omonima serie di carte prepagate e fornisce servizi di telefonia mobile e fissa attraverso PosteMobile.

## Postepay
Postepay S.p.A., nata il 1º ottobre 2018 a seguito del cambio di denominazione sociale di PosteMobile S.p.A., commercializza l'omonima serie di carte prepagate, lanciata a fine 2003 da Poste Italiane S.p.A., utilizzabile ovunque in Italia (ATM e POS dei circuiti Postamat, Visa Electron e Maestro) e all'estero (ATM e POS del circuito Visa/Visa Electron e MasterCard/Maestro/Cirrus), su Internet (nei siti che accettano carte dei circuiti Visa e MasterCard) e in tutti gli uffici postali italiani, attraverso il circuito Postamat.
La versione standard non richiede l'apertura di un conto corrente né l'esistenza di un conto corrente d'appoggio. Può essere ricaricata presso l'ufficio postale in contanti, negli ATM Postamat di Poste Italiane addebitandone l'importo su carte del circuito abilitato (Maestro e MasterCard, Visa e Visa Electron), attraverso il sito poste.it o da ricevitorie SISAL abilitate. La versione Evolution è invece assimilata a un conto: è dotata di IBAN e può anche ricevere alcuni accrediti e bonifici.

### Uso
È molto usata per acquisti su Internet (il 35% delle operazioni di e-commerce in Italia è eseguito con una carta Postepay) grazie ad alcune sue caratteristiche, come l'accredito immediato di una ricarica, il suo basso costo d'acquisto e l'affiliazione ai circuiti internazionali Visa (Standard) e MasterCard (Evolution). In particolare, vista la semplicità d'uso e l'economicità (non vi è canone annuale per mantenerla attiva nella versione Postepay Standard, la Evolution costa da novembre 2018 12 € ma solo quelle emesse dopo lo spin-off di Postepay da Poste Italiane), risulta essere una tra le carte prepagate più usate in Italia per acquisti su Amazon.
È possibile pagare con la carta Postepay in tutti gli esercizi dotati di POS aderenti ai circuiti VISA/VISA Electron e MasterCard/Maestro senza commissioni. Per convalidare il pagamento è necessario firmare la ricevuta stampata dal POS. Se si usa invece la funzione contactless, sotto un certo importo non sono richieste firme o PIN.
Si può ricaricare in molti modi: presso gli sportelli, gli ATM Postamat e con le varie app del gruppo Poste Italiane. Il ritiro di contanti ha un costo di 1 € presso gli ATM di Poste Italiane (gratuito per la Evolution) e variabile presso altri ATM bancari in Italia che nel resto dei paesi della zona euro (1,75 € per la Standard legata a Visa, 2 € per la Evolution che si appoggia a MasterCard). Al di fuori della zona euro il prelievo ha un costo di 5 €.

La carta può essere inoltre ricaricata, in contanti o con carte di pagamento, presso i punti vendita della rete Puntolis.
La carta viene spesso usata per trasferire denaro tramite ricarica. Se il trasferimento però costituisce una transazione, questa procedura è impropria: la mancanza infatti di una causale per la quale si effettua il versamento (che invece esiste, ad esempio, con il vaglia postale, il versamento su conto corrente postale, oppure il bonifico che la Evolution consente) rende effettivamente l'operazione una semplice ricarica e non un pagamento. In altre parole non è immediatamente evidente la ragione per cui il trasferimento di denaro è avvenuto.
Alla scadenza della carta il rinnovo si effettua online oppure telefonicamente ed è gratuito.

### Versioni
La carta Postepay esiste in numerose versioni:
- Postepay Standard
- Postepay Evolution (carta con funzione di conto dotata di codici IBAN per accrediti e bonifici)
- Postepay Evolution Business (come la Evolution, con un plafond più elevato e servizi pensati per le aziende)
- Postepay Green (ex Postepay Junior, dedicata ai giovani dai 10 ai 18 anni)
- Postepay Lunch (dedicata ai dipendenti di Poste Italiane, utilizzabile come una normale carta Postepay ma con l'accredito dei buoni pasto)
- Postepay Connect (consiste in una Evolution e una SIM di PosteMobile con un canone unico e alcuni servizi congiunti)
- IoStudio Postepay (carta realizzata in collaborazione con il Ministero dell'Istruzione, dell'Università e della Ricerca dedicata a tutti gli studenti delle scuole superiori. La carta viene distribuita gratuitamente dalle segreterie scolastiche e al compimento dei diciott'anni può essere trasformata in una normale Postepay richiedendo gratuitamente l'evoluzione in ufficio postale La differenza rispetto alle Postepay classiche è che non vi sono commissioni di ricarica, né costi di attivazione.[7] L'iniziativa ha però sollevato la protesta di alcuni, che hanno definito poco etico fornire uno strumento di pagamento con sconti che invitano al consumo agli studenti, seppur inattivato.[8])
- Postepay Carta Reddito Di Cittadinanza (carta realizzata in collaborazione con il Ministero del Lavoro e delle Politiche Sociali attraverso la quale viene erogato il reddito di cittadinanza ai nuclei familiari aventi diritto ai sensi della normativa vigente).
- Postepay Digital (una PostePay standard fruita solamente in versione digitale, senza il rilascio di una carta fisica).